# Cloudflight
Cloudflight ist ein europäisches IT-Unternehmen, das sich auf  Softwareentwicklung, Cloud-Dienste und Künstliche Intelligenz spezialisiert hat. Das Unternehmen entstand 2019 aus dem Zusammenschluss von Catalysts und Crisp Research und hat seinen Hauptsitz in München. Das Unternehmen organisiert den größten Programmierwettbewerb Europas, den Cloudflight Coding Contest (vormals Catalysts Coding Contest von 2007 bis zur Fusion mit Crisp Research 2019).

## Geschichte
Cloudflight entstand im Jahr 2019 aus dem Zusammenschluss der österreichischen Softwareentwicklungsfirma Catalysts und dem deutschen Marktforschungs- und Beratungsunternehmen Crisp Research. Catalysts wurde 2005 von Christoph Steindl und Christian Federspiel in Linz gegründet und hatte im Jahr 2019 rund 350 Mitarbeiter. Im Zuge der Übernahme durch die Deutsche Beteiligungs AG im Jahr 2019 fusionierten Catalysts sowie Crisp Research zur neu gegründeten Cloudflight GmbH. Im Jahr 2021 folgten mehrere Unternehmenszukäufe in Deutschland und Polen, wodurch die Mitarbeiterzahl auf 950 gesteigert wurde. Hinzu kam im Jahr 2022 die Übernahme der Digitalagentur Mogree, wodurch das Unternehmen nun über 1000 Mitarbeiter an 20 Standorten zählte. In weiterer Folge wurde Cloudflight Ende 2022 vom Finanzinvestor Partners Group für knapp 400 Millionen Euro gekauft.

## Dienstleistungen
Laut eigener Aussage bietet das Unternehmen Softwarelösungen und -services in den Bereichen Softwareentwicklung, Digital Commerce, Cloud sowie Datenmanagement und Künstliche Intelligenz an. Es handelt sich um keine fertigen Produkte, sondern ausschließlich individuelle Software und Anwendungen.

## Cloudflight Coding Contest
Der Cloudflight Coding Contest (bis 2019: Catalysts Coding Contest, abgekürzt CCC) ist der größte Programmierwettbewerb Europas, der seit 2007 zweimal im Jahr weltweit in verschiedenen Städten und online stattfindet und tausende junge Programmierer anzieht. Ziel ist es, innerhalb des vorgegebenen Zeitrahmens so schnell wie möglich den höchsten Level zu erreichen, um somit die Grundproblemstellung zu lösen. Die Teilnahme kann entweder allein oder in Teams erfolgen und die Programmiersprache darf dabei beliebig gewählt werden.
Im Rahmen der 39. Durchführung im April 2024 traten insgesamt 4828 Coder und Coderinnen an 46 Standorten in 14 Ländern sowie online an.